# Cyrill Daal
Cyrill Richard Duncan Daal (29 mei 1936 - Paramaribo, 8 december 1982) was een Surinaams vakbondsbestuurder. Hij was een van de vijftien tegenstanders van het regime-Bouterse die tijdens de Decembermoorden werden omgebracht.
Daal begon als vakbondsbestuurder bij de OGEM en werd vervolgens secretaris van de Moederbond; de grootste vakbond van Suriname. Op 30 oktober 1972 werd hij gekozen tot voorzitter. De bond verzette zich in 1982 onder zijn voorzitterschap fel tegen de revolutie van Desi Bouterse. Toen Bouterse op 30 oktober van dat jaar Maurice Bishop ontving, de leider van Grenada, riep Daal een staking uit. Het vliegtuig van Bishop moest in het donker landen en het diner dat Bouterse voor zijn gast had laten organiseren verliep bij kaarslicht, omdat het elektriciteitsbedrijf staakte. De volgende dag vonden twee massabijeenkomsten plaats; een van de militairen en een van de Moederbond. De militairen hadden gezorgd voor gratis openbaar vervoer, opdat hun bijeenkomst - met Bishop als eregast - door veel mensen zou worden bezocht.

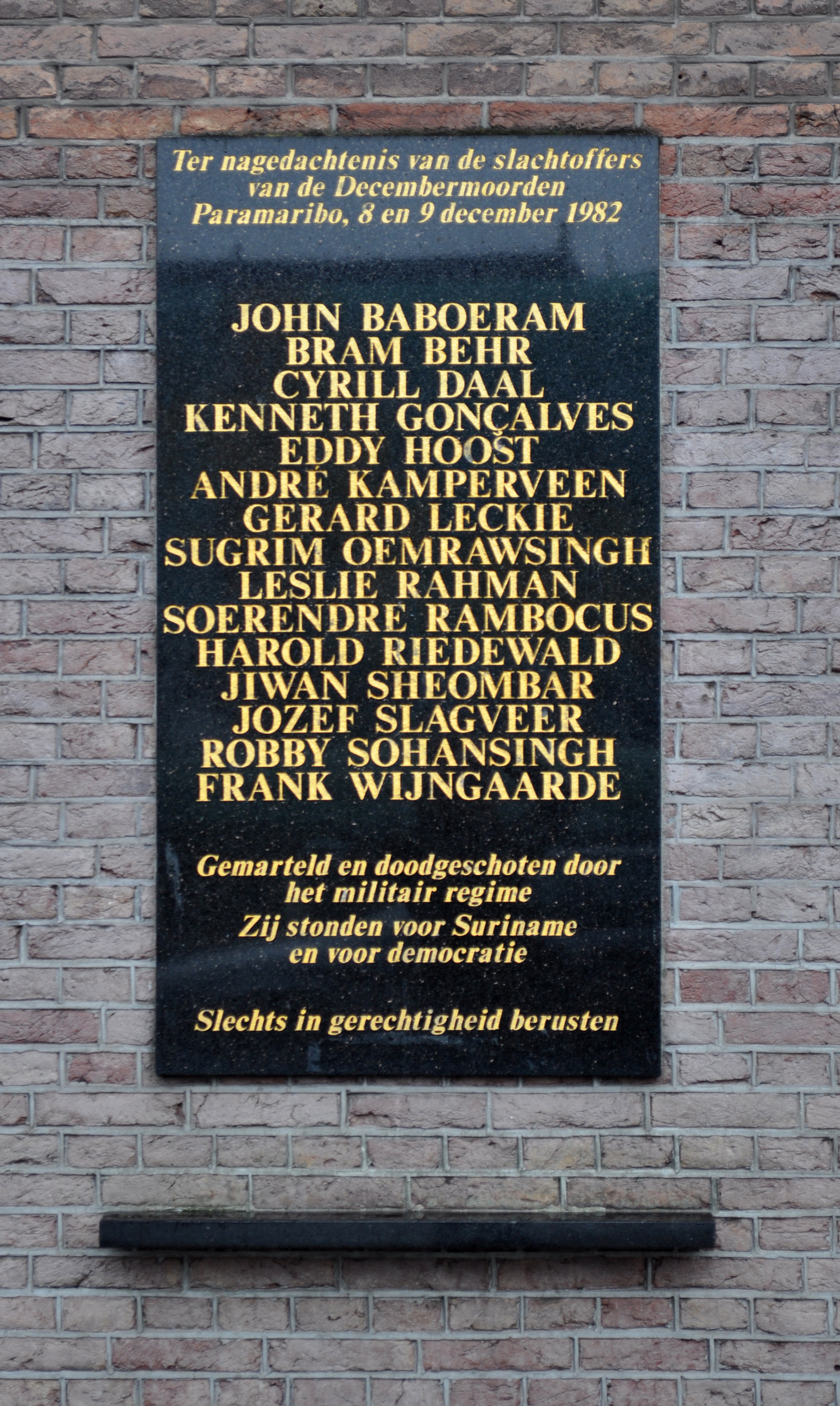
Herdenkingsplaquette in Amsterdam met de namen van de slachtoffers van de Decembermoorden

Dit gratis openbaar vervoer werd echter door de aanhangers van de Moederbond gebruikt om massaal de bijeenkomst van hun bond te bezoeken. De vakbondsbijeenkomst trok tien maal zoveel mensen als de meeting van de militairen. Bishop was woedend en vond Bouterse veel te soft. Bouterse voelde zich door Daal tegenover Bishop in zijn hemd gezet en zou in het openbaar hebben gezworen de vernedering "contant" te zullen terugbetalen.
In de weken die volgden probeerde Bouterses tweede man, Roy Horb, nog een overeenkomst te sluiten met Daal en André Haakmat. Maar in de middag van 8 december werd Daal opgepakt en naar Fort Zeelandia gebracht, waar al meer tegenstanders van het regime vastzaten. Daal werd met Soerinder Rambocus, Jiwansingh Sheombar, Jozef Slagveer en André Kamperveen naar de kamer van Bouterse gebracht. Hij zou daar voor Bouterse op zijn knieën zijn gevallen om te smeken voor zijn leven, en zou vervolgens door Bouterse eigenhandig zijn gecastreerd omdat Bouterse al dat gesmeek niet mannelijk vond. Daarna zou hij net als de andere slachtoffers van de Decembermoorden doorzeefd zijn met tientallen kogels. Volgens ooggetuigenverslagen was hij ook over zijn hele lichaam mishandeld en vertoonde zijn gezicht fysieke littekens van uitgedrukte sigarettenpeuken.
Op 23 maart 2012 verklaarde Ruben Rozendaal, een van de 25 verdachten in het Acht December strafproces, onder ede, tijdens een zitting van het Acht December proces, dat Bouterse persoonlijk Daal en Soerinder Rambocus had doodgeschoten.
Daal ligt begraven in het midden van de begraafplaats Annetta's Hof te Paramaribo. De Moederbond heeft op het graf een groot grafmonument laten plaatsen.

## Standbeeld
Voor het gebouw van de Moederbond staat sinds 1991 een standbeeld van Cyrill Daal. Pogingen van de vakbond om een straat of een deel van een straat te laten vernoemen naar Daal hebben nog geen resultaat gehad.